# سيدي ولد التاه
سيدي ولد التاه المدير العام للبنك الإفريقي للتنمية والمدير العام السابق للمصرف العربي للتنمية الاقتصادية في أفريقيا (باديا) ووزير الشؤون الاقتصادية والتنمية السابق في الجمهورية الإسلامية الموريتانية.

## ولادته ونشأته
ولد الدكتور سيدي ولد التاه سنة 31/12/1964 في المذرذرة مقاطعة من مقاطعات ولاية الترارزة جنوب موريتانيا، ولد في كنف عائلة محافظة وينتمي لقبيلة أولاد ديمان وخصوصا أهل أحمد العاقل المشهور في تلك المنطقة بالعلم والورع والتقى، فتعلم من العلوم المحظرية ما يجب أن يتعلمه أي زاو ينتمي للزوايا في ذلك الحين. 
أبوه هو السيد بب ولد التاه الرجل التقي الورع المربي الذي كان يعمل في حقل التعليم وأمه صفية منت محمد سالم ولد امخيطرات، الوزير السابق في عهد المختار ولد داداه، المربية أيضا والأستاذة. درس المدرسة والاعدادية والثانوية في انواكشوط وبرزت عليه منذ صغره علامة النبوغ والذكاء.

## الوظائف
بدأ حياته المهنية إطارا بالبنك الموريتاني للتنمية والتجارة ثم تقلد وظائف قيادية في مفوضية الأمن الغذائي وبلدية نواكشوط وميناء نواكشوط المستقل، خلال الفترة 1986-1996. 
عمل استشاريا للعديد من المؤسسات المالية الدولية ومحللا ماليا بالهيئة العربية للاستثمار والإنماء الزراعي (الخرطوم- السودان) ما بين 1996-1999 قبل أن يلتحق بالعمل بمجموعة البنك الإسلامي للتنمية (جدة- المملكة العربية السعودية) حيث شغل وظيفة مكلف بتشجيع الاستثمار ثم مساعد فني لرئيس المجموعة (1999-2006). 
عين سيدي ولد التاه مكلفاً بمهمة (مستشار) برئاسة الجمهورية الإسلامية الموريتانية مكلفاً بالاستثمار في نهاية عام 2006، ثم عين مستشاراً اقتصادياً للوزير الأول مكلفاً بالبنية التحتية في نهاية عام 2007، ثم تم تعيينه وزيراً للاقتصاد والمالية في يوليو 2008 ثم وزيراً للشؤون الاقتصادية والتنمية في أغسطس 2008 وهي الوظيفة التي ظل يشغلها حتى تاريخ تعيينه مديراً عاماً للمصرف، حيث تمّ انتخابه بالإجماع مديراً عاماً للمصرف خلال الاجتماع الأربعين لمجلس المحافظين المُنعقد في الكويت بتاريخ 7 أبريل 2015 وقد باشر مهامه في غُرة يوليو 2015م.
ترأس سيدي ولد التاه المجلس الوطني للإحصاء منذ عام 2008، كما مثل موريتانيا في مجالس محافظي ومساهمي عدد من المؤسسات المالية الدولية والإقليمية مثل: البنك الدولي للإنشاء والتعمير IBRD، المؤسسة الدولية للتمويل IFC، الوكالة متعددة الأطراف لضمان الاستثمار MIGA، الصندوق الدولي للتنمية الزراعيـة IFAD، البنك الإسلامي للتنمية IsDB، المؤسسة الإسلامية لتأمين الاستثمار وائتمان الصادرات ICIEC، المؤسسة الإسلامية لتنمية القطاع الخاص ICD، المؤسسة الدولية الإسلامية لتمويل التجارة ITFC، البنك الأفريقي للتنمية AfDB، الصندوق العربي للإنماء الاقتصادي والاجتماعي AFESD ، الهيئة العربية للاستثمار والإنماء الزراعي AAAID، المؤسسة العربية لضمان الاستثمار DHMAN ، الهيئة الأفريقية لتعزيز القدرات ACBF. 
وقد ترأس سيدي ولد التاه الاجتماع السابع والثلاثين لمجلس محافظي المصرف العربي للتنمية الاقتصادية في أفريقيا (أبريل 2012- في مراكش -المملكة المغربية)، وترأس الدورة (93) للمجلس الاقتصادي والاجتماعي لجامعة الدول العربية (2014)، كما تولى رئاسة مجلس وزراء مجموعة دول الساحل الخمس خلال الفترة (2014 – 2015).

## الشهادات
حاصل سيدي ولد التاه على شهادة الدكتوراه في الاقتصاد من جامعة نيس صوفيا انتيبوليس بفرنسا، وشهادة الدراسات المعمقة من جامعة باريس 7 – فرنسا وشهادة المتريز (الأستاذية) في الاقتصاد تخصص تسيير من جامعة نواكشوط موريتانيا وشهادة الدراسات الجامعية العامة في الاقتصاد من جامعة نواكشوط– موريتانيا. وهو يجيد اللغات الثلاث (العربية، الفرنسية والإنجليزية). كما شارك في دورات في مجالات الاستثمار والقيادة وإدارة الأصول والهندسة المالية منظمة من قبل مؤسسات مرموقة مثل معهد هارفارد للتنمية الدولية (جامعة هارفارد) بالولايات المتحدة الأمريكية ومدرسة لندن للأعمال بالمملكة المتحدة ومعهد سويسرا للمالية بسويسرا.